# Love Me Again (album Rita Coolidge)
| Recensione | Giudizio |
| ---------- | -------- |
| AllMusic   | [ 1 ]    |

Love Me Again è un album discografico di Rita Coolidge, pubblicato dalla casa discografica A&M Records nel maggio del 1978.
L'album raggiunse il trentaduesimo piazzamento della Chart statunitense The Billboard 200, mentre i singoli Love Me Again (#83 Chart Country Singles e #68 Chart The Billboard Hot 100), The Jealous Kind (#63 Chart Country Singles), You (#3 Chart Adult Contemporary)

## Tracce
Lato A
1. You – 3:14 (Tom Snow)
2. Slow Dancer – 4:01 (William Royce Scaggs, George Daly)
3. Sweet Inspiration – 2:59 (Dann Penn, Spooner Oldham)
4. Love Me Again – 3:38 (David Casley, Allee Willis)
5. It Just Keeps You Dancing – 3:04 (Booker T. Jones, Donna Weiss)

Lato B
1. Bye Bye, Love – 2:58 (Felice and Boudleaux Bryant)
2. The Jealous Kind – 4:19 (Robert Charles Guidry)
3. Hello Love, Goodbye – 3:45 (Johnny Rodriguez)
4. You're So Fine – 3:02 (Lance Finnie, William Schofield)
5. Songbird – 2:57 (Christine McVie)

## Formazione
- Rita Coolidge - voce
- Jay Graydon - chitarra acustica, chitarra elettrica
- Mike Utley - pianoforte, Fender Rhodes, sintetizzatore
- Stephen Bruton - chitarra acustica
- Booker T. Jones - organo Hammond, cori, sintetizzatore
- Dennis Belfield - basso
- Mike Baird - batteria
- Jerry McGee - chitarra elettrica
- Sammy Creason - batteria
- Steve Forman - tamburello, congas
- Jim Haas, Cory Wells, Larry Lee, Julia Tillman Waters, Luther Waters, Oren Waters, Maxine Willard Waters - cori

Note aggiuntive
- David Anderle con Booker T. Jones - produttori
- Ellen Vogt - assistente alla produzione
- Booker T. Jones - arrangiamenti
- Jules Chaikin - conduttore strumenti a corda
- Registrazioni effettuate al Sunset Sound Studios di Los Angeles, California
- Kent Nebergall e Jim Isaacson - ingegneri delle registrazioni
- Mixaggio effettuato al Sunset Sound Studios di Los Angeles, California
- Kent Nebergall - ingegnere del mixaggio
- Peggy McCreary - secondo ingegnere del mixaggio
- Masterizzato al Mastering Labs da Mike Reese
- Roland Young - art direction
- Junie Osaki - design album
- Annie Leibovitz - fotografie[5]